# 天主教聖加侖教區
天主教聖加侖教區（拉丁語：Dioecesis Sancti Galli）是瑞士一個羅馬天主教教區，直屬教廷。成立於1823年7月8日，1847年4月8日自庫爾教區分出。
範圍包括聖加侖州、外阿彭策爾州和內阿彭策爾州。2011年，有262,806名教友，估轄區總人口47.6%，有142個堂區、190名司鐸、32名終身執事、103名修士、379名修女。現任教區主教為馬爾谷·比歇爾。

聖加侖教區管轄範圍圖